# Национално знаме на Перу
Националното знаме на Перу е съставено от 3 еднакви по широчина вертикални цветни полета – бяло в средата и червени от 2-те страни. Отношението ширина към дължина е 2:3.
Държавното знаме се различава от националното по изображението на герба на Перу в средата на бялото поле.
Знамето е прието през 1825 г.

## Знаме през годините
- (1820 – 1822)
- (март 1822 – май 1822)
- (1822 – 1825)
- (1825 – 1950)
- (1950 – )

1. ↑  www.crwflags.com